# Craig Borten
Craig Borten (16 settembre 1965) è uno sceneggiatore e attore statunitense.
Nel 2014 ha ricevuto una candidatura ai Premi Oscar 2014 nella categoria migliore sceneggiatura originale per Dallas Buyers Club (condivisa con Melisa Wallack). 

## Filmografia

### Sceneggiatore
- Dallas Buyers Club, regia di Jean-Marc Vallée (2013)
- The 33, regia di Patricia Riggen (2015)
- Sergio, regia di Greg Barker (2020)